# Chapelle Saint-Leufroy de Suresnes
Pour les articles homonymes, voir église Saint-Leufroy.
La chapelle Saint-Leufroy est une église catholique située 3 rue du Chemin-Vert à Suresnes (Hauts-de-Seine).

## Description
L'église dispose d'un petit parking et d'une rampe d'accès pour fauteuil roulant.

## Historique

### Un nom hérité de l'ancienne église de Suresnes
Cette chapelle reprend le nom de l'ancienne église paroissiale Saint-Leufroy, qui elle-même aurait remplacé une église antérieure, datant peut-être du VIIIe siècle. Elle emprunte son nom à saint Leufroy d'Évreux. L'église Saint-Leufroy avait en effet été le lieu de culte catholique du village de Suresnes durant près d'un millénaire. Son clocher pourrait avoir été bâti au XIe siècle. La nef, détruite pendant la guerre de Cent Ans, fut reconstruite à la fin du XVe siècle et incendiée pendant les guerres de Religion. L'église, d'abord protégée au titre des monuments historiques, fut déclassée en 1886 puis démolie en 1906,,. L'église du Cœur-Immaculé-de-Marie devient la nouvelle église de Suresnes en 1909.
Il est à noter que tant l'ancienne église Saint-Leufroy que celle qui lui a succédé ont été construites dans le centre historique de Suresnes (à quelques dizaines de mètres de distance), alors que la chapelle Saint-Leufroy se trouve bien plus au sud, dans un quartier résidentiel (quartier République), urbanisé seulement depuis la fin du XIXe siècle. Lors de la construction de la chapelle, il s'agit d'un quartier ouvrier en plein essor mais dépourvu de lieu de culte.

### Une chapelle contemporaine
Cette chapelle est construite en 1947-1948 dans le cadre de l'Œuvre des Chantiers du Cardinal, sous l'égide de l'évêque auxiliaire Paul-Louis Touzé,. Elle est agrandie en 1964-1965, gagnant une salle paroissiale. Une partie des bâtiments est démolie en 2005, laissant place à de nouvelles salles et à un modeste clocher,.
Dans le même pâté de maisons se trouve l'école catholique Saint-Leufroy, installée là depuis 1988, remplaçant l'école publique de la République, qui a déménagé de l'autre côté de la rue.

## Paroisse
Depuis janvier 2010, la commune de Suresnes fait partie du doyenné du Mont-Valérien, l'un des neuf doyennés du diocèse de Nanterre.